# Яновицький Лев Олександрович
Лев Олекса́ндрович Янови́цький (22 вересня 1918 — 26 квітня 2008) — радянський архітектор і містобудівник.

## Біографія
Народився 22 вересня 1918 року у місті Харкові.
Лев Олександрович Яновицький закінчив архітектурний факультет Харківського інженерно-будівельного інституту (Харків) в 1941 р.
У 1967 році був доцентом архітектурного факультету ХІБІ. З 1944 р. член Спілки архітекторів України. Працював в інститутах «Гіпроавіапром», «Укрміськбудпроект», головний архітектор, заступник директора.
Більшість його робіт, представлених на оглядах, відзначено преміями різного ґатунку.
Був почесним членом Академії архітектури України, заслуженим архітектором України.
Помер 26 квітня 2008 року у місті Чикаго.

## Вибрані проекти та споруди
- Конкурсні проекти забудови центрів  Полтави,  Сум,  Кривого Рогу,  Білої Церкви
- Проекти генеральних планів  Кропивницького,  Нікополя.